# Тимербаев, Роланд Михайлович
Роланд Михайлович (Махмутович) Тимербаев (27 сентября 1927 — 21 августа 2019) — советский и российский дипломат. Чрезвычайный и полномочный посол, последний постпред СССР и первый постпред России при международных организациях в Вене (1988—1992), один из авторов Договора о нераспространении ядерного оружия. Был членом экспертного совета ПИР-Центра, членом редакционной коллегии журнала The Nonproliferation Review (США). Всемирно известный специалист по вопросам ядерного нераспространения. Более 40 лет проработал в МИД СССР. На протяжении многих лет Р. М. Тимербаев преподавал в МГИМО, Монтерейском институте международных исследований (1992—1995), МИФИ и других учебных заведениях в России и за рубежом. Имел степень доктора исторических наук, учёное звание профессора.

## Биография
Роланд Тимербаев окончил МГИМО в 1949 году и поступил на службу в МИД СССР. В конце 50-х — начале 60-х работал в Нью-Йорке, в постоянном представительстве СССР при ООН .
В 1952 году был личным помощником главы советской делегации на VII сессии Генеральной Ассамблеи ООН А. А. Громыко, который тогда работал послом в Лондоне. Впоследствии, уже став министром, Громыко советовался с Тимербаевым по вопросам ядерного нераспространения, и приглашал перейти к себе в секретариат. Роланд Михайлович отказался, поскольку работа в отделе по делам ООН МИД СССР (сегодня — Департамент международных организаций МИД России) отвечала его научным интересам.
В конце 60-х — начале 70-х годов работал по совместительству в Институте мировой экономики и международных отношений РАН (ИМЭМО) старшим научным сотрудником, где познакомился с Е. М. Примаковым. Впоследствии, в 1990 г., во время проведения МАГАТЭ исследования с целью выявления военной ядерной программы Ирака, Тимербаев организовал несколько встреч Примакова (директора Службы внешней разведки) и Ханса Бликса (генерального директора МАГАТЭ), в ходе которых было установлено взаимодействие СВР с МАГАТЭ (на тот момент уже существовало сотрудничество между МАГАТЭ, США и Израилем). Так было положено начало сотрудничеству российских и западных спецслужб в области борьбы с международным терроризмом.
В 1960 году участвовал в работе Комитета 10 государств по разоружению (создан после инициативы Н. С. Хрущёва о полном ядерном разоружении, распущен по инициативе советской стороны), а затем в работе Комитета 18 государств по разоружению (создан в 1961 году, сегодня — Конференция по разоружению).
В 1966—1968 годах участвовал в многосторонних переговорах по созданию Договора о нераспространении ядерного оружия (ДНЯО), а впоследствии — в выработке системы гарантий МАГАТЭ.
В 1969—1972 годах участвовал в создании Договора об ограничении систем противоракетной обороны (ПРО). Тимербаев был одним из инициаторов создания Группы ядерных поставщиков (создана в 1975 году с целью установления экспортного контроля ядерных материалов ввиду проведения Индией в 1974 году испытания ядерного взрывного устройства), он участвовал во всех заседаниях группы в начальный период её деятельности.
В 1974—1976 годах принимал участие в переговорах с США об ограничении подземных ядерных взрывов.
В 1977—1978 годах участвовал в переговорах о полном запрещении ядерных испытаний (договор ДВЗЯИ был подписан в 1996 году, до сих пор не вступил в силу, хотя подписанты договора соблюдают мораторий на ядерные испытания).
В 1982 году защитил докторскую диссертацию на тему «О международном контроле за соблюдением соглашений по ограничению вооружений и разоружению».
В начале 80-х был назначен представителем СССР в специальном комитете ООН по объявлению Индийского океана зоной мира.
В 1986—1987 годах работал в постоянном представительстве СССР при ООН в Нью-Йорке.
В 1988—1992 годах — постоянный представитель СССР и России при международных организациях в Вене. Участвовал в шести Обзорных конференциях по рассмотрению действия ДНЯО (1975—2000).
В 1992 году вышел в отставку с дипломатической службы в звании чрезвычайного и полномочного посла и посвятил себя преподавательской деятельности.
В 1992—1995 годах преподавал в Монтерейском институте международных исследований (США) — ныне Миддлберийский институт международных исследований в Монтерее (США).
После возвращения в Россию преподавал в МГИМО и МИФИ.

## Деятельность в неправительственной сфере
В 1990 году Роланд Тимербаев выступил с инициативой о создании отечественной неправительственной организации, которая имела бы целью содействие ядерному нераспространению. В 1994 году появился ПИР-Центр, в котором до 1998 года Роланд Михайлович занимал должность президента, а с 1999 по 2010 год — председателя Совета.

## Награды
- Орден Дружбы (21 июня 1996) — за заслуги перед государством, большой вклад в проведение внешнеполитического курса и обеспечение национальных интересов России, мужество и самоотверженность, проявленные при исполнении служебного долга[23];
- «За вклад в укрепление режима ядерного нераспространения» (2004)[24].

## Публикации
Книги:
- «Мирный атом на международной арене» (1969);
- «Контроль за ограничением вооружений и разоружением» (1983);
- «Полное запрещение ядерных испытаний» (1986);
- «Россия и ядерное нераспространение. 1945—1968» (1999);

Серия «Библиотека ПИР-Центра»:
- Группа ядерных поставщиков: история создания, 1974—1978. (2000)
- Ядерное нераспространение (2002)
- В. А. Орлов, Р. М. Тимербаев, А. В. Хлопков Проблемы ядерного нераспространения в российско-американских отношениях: история, возможности и перспективы дальнейшего взаимодействия (2001)
- Рассказы о былом. Воспоминания о переговорах по нераспространению и разоружению, и о многом другом. (2007)

Серия «Научные записки ПИР-Центра»:
- № 1 (1996): Джордж Банн. Роланд Тимербаев.Режим нераспространения ядерного оружия и гарантии безопасности неядерным государствам.
- № 12 (1999): Роланд Тимербаев. Россия и Конференция 2000 года по рассмотрению действия ДНЯО.
- № 17 (2001): Роланд Тимербаев, Александр Шилин, Виталий Федченко.Проблемы распространения и нераспространения в Южной Азии: состояние и перспективы.
- № 22 (2003): Роланд Тимербаев. Международный контроль над атомной энергией.
- № 25 (2004): Роланд Тимербаев.Режим ядерного нераспространения на современном этапе и его перспективы.

Журнал «Ядерный контроль»/ «Индекс безопасности»:
- ДНЯО: для России и мира его надо сохранить надолго. № 1 (1), январь 1995, с. 4.
- Ядерное разоружение: достаточно ли обязательств взяли на себя пять ядерных государств по Договору о нераспространении ядерного оружия? № 3 (3), март 1995, с. 2 (в соавторстве)
- Как идет подготовка к продлению ДНЯО. Репортаж из Нью-Йорка с 4-й сессии. № 3 (3), март 1995, с. 10.
- ДНЯО продлен бессрочно. Что дальше? № 9 (9), сентябрь 1995, с. 19.
- Насколько реально создание безъядерной зоны на Ближнем Востоке? № 12 (12), декабрь 1995, с. 7.
- Как идет выполнение ДНЯО (к сессии Подготовительного комитета Конференции по рассмотрению действия Договора о нераспространении ядерного оружия). № 2 (26), февраль 1997, с. 2.
- Ядерные вооружения и безопасность России. № 4 (28), апрель 1997, с. 22.
- Международное агентство по атомной энергии и его деятельность в области контроля и регулирования (к 40-летию Международного атомного агентства). № 32-33, август-сентябрь 1997, с. 3.
- Ядерная энциклопедия. № 30-31, июнь-июль 1997, с. 45. (в соавторстве)
- Будущее политики США по ядерному оружию. № 32-33, август-сентябрь 1997, с. 45.
- Об отношении академика Капицы и некоторых других советских ученых к атомному проекту, к атомной бомбе и контролю над ней. № 1 (37), январь-февраль 1998, с. 65.
- Россия и безопасность 1997—1998. Россия и международная система контроля над вооружениями: развитие или распад. № 1 (37), январь-февраль 1998, с. 83.
- Как СССР помогал Китаю создавать ядерную бомбу. № 3 (39), май-июнь 1998, с. 77.
- Как разрабатывалась система гарантий МАГАТЭ: политические аспекты (1959—1965). № 4 (40), июль-август 1998, с. 68.
- К истории разработки контрольных положений ДНЯО (политические аспекты). № 5 (41), сентябрь-октябрь 1998, с. 67.
- К новому соглашению по ограничению ядерных вооружений (о переговорах о запрещении производства расщепляющихся материалов для ядерного оружия). № 1 (43), январь-февраль 1999, с. 4.
- О перспективах вступления в силу ДВЗЯИ. № 3 (45), май-июнь 1999, с. 67.
- Израиль и бомба. № 4 (46), июль-август 1999, с. 85.
- А. А. Громыко и проблема ядерного нераспространения. № 6 (48), ноябрь-декабрь 1999, с. 81.
- ДНЯО: очередной экзамен сдан успешно. Впереди — новые. № 4 (52), июль-август 2000, с. 4. (в соавторстве)
- Индийская ядерная бомба. Влияние на глобальное распространение. № 4 (52), июль- август 2000, с. 83.
- Об инициативе президента Путина на Саммите тысячелетия ООН. № 6 (54), ноябрь- декабрь 2000, с. 62. (в соавторстве)
- Первый шаг к благоразумию в ядерном мире. (К истории заключения Московского договора 1963 года о частичном запрещении ядерных испытаний). № 1 (55), январь- февраль 2001, с. 73 (в соавторстве)
- Состояние и перспективы ядерного нераспространения. № 2 (56), март-апрель 2001, с. 24.
- Время налаживать сотрудничество по широкому спектру проблем безопасности. № 5 (59), сентябрь-октябрь 2001, с. 4. (в соавторстве)
- Важный, но недостаточный шаг. К итогам российско-американского саммита в ноябре 2001 г. № 6 (60), ноябрь-декабрь 2001, с. 4 (в соавторстве)
- Индия: восходящая звезда. № 2 (62), март- апрель 2002, с. 73.
- Демократический контроль над военной сферой в России и странах СНГ. № 3 (63), май-июнь 2002, с. 84.
- Конференция 2005 года по рассмотрению действия Договора о нераспространении ядерного оружия: как идет подготовка к конференции. № 4 (64), июль-август 2002, с. 51.
- Лео Сцилард и международный контроль над атомной энергией. № 5 (65), сентябрь- октябрь 2002, с. 68.
- Непроложенным курсом. № 1 (67), весна 2003, с. 183.
- Смертоносные арсеналы. № 2 (68), лето 2003, с. 161.
- Ближний Восток и атомная проблема. № 3 (69), осень 2003, с. 15.
- О ходе подготовки к конференции по рассмотрению ДНЯО 2005 г. № 3 (69), осень 2003, с. 101.
- О роли ООН в сегодняшнем мире. № 4 (70), зима 2003, с. 25.
- Тритий — заморозить. № 4 (70), зима 2003, с. 151.
- Контроль над вооружениями. Йозеф Гольдблат. Новый справочник о переговорах и соглашениях. № 1 (71), весна 2004, с. 173.
- О проблемах подготовки к Обзорной конференции по ДНЯО 2005 года. № 3 (73), осень 2004, с. 101.
- Уроки четвертой Обзорной конференции по ДНЯО 1990 г. № 1 (75), весна 2005, с. 171
- Южная Африка: как создавалось ее ядерное оружие, как и почему она отказалась от него. № 2 (76), лето 2005, с. 121.
- Право выхода из ДНЯО: мнение двух участников переговоров по выработке Договора. № 3 (77), осень 2005, с. 31 (в соавторстве)
- О ядерном потенциале и ядерной политике Китая. № 4 (78), зима 2005, с. 83.
- О соглашениях между СССР и США 1971 года о мерах по уменьшению опасности возникновения ядерной войны. № 4 (78), зима 2005, с. 131.
- Эволюция контроля над вооружениями: современные тенденции. № 1 (79), зима 2006, с. 29.
- Как СССР помогал Китаю создавать атомную бомбу. № 3 (41), май-июнь 1998, с. 76; № 2 (80), лето 2006, с. 167.
- О роли ядерного фактора в современном мире. № 2 (85), лето 2008, с. 25.
- Проблема гарантий безопасности неядерных государств в преддверии обзорной конференции по ДНЯО. № 4 (87), зима 2008, с. 69.
- О Ливии, противоракетной обороне и Герберте фон Караяне, а также другие случаи из жизни. № 2 (82), лето-осень 2007, с. 193.
- О пороговых договорах по ограничению ядерных взрывов 1974—1976 гг. № 1 (84), весна 2008, с. 125.
- Первые сдвиги в направлении ограничения вооружений. О работе Лондонского подкомитета Комиссии ООН по разоружению (1954—1957 гг.). № 3 (94), осень 2010, с. 137.
- О путях движения к миру без ядерного оружия. № 1 (88), весна 2009, с. 19.
- О запрещении производства расщепляющихся материалов для ядерного оружия. № 3-4 (90-91), осень — зима 2009, с. 25.

Большое количество научных статей Тимербаев публиковал под псевдонимами Михайлов и Железнов.

## Публикации на английском языке
- Problems of verification (1983)
- Problems of nuclear disarmament (1983)
- A Soviet official on verification — Bulletin of the Atomic Scientists, (1987)
- Strengthening the NPT regime: A CTBT and a cut-off of fissionable material — Disarmament (1993)
- Avoiding the 'definition' pitfall to a comprehensive test ban — Arms Control Today (1993)
- Inventory of international nonproliferation organizations and regimes — The Nonproliferation Review (1994)
- The IAEA’s role in nuclear arms control: Its evolution and future prospects — The Nonproliferation Review (1994)
- A Hostage to Political Realities: A Russian Commentary — Security Dialogue (1994)
- Nuclear disarmament : how much have the five nuclear powers promised in the Non-Proliferation Treaty? (1994)
- Nuclear verification under the NPT : what should it cover, how far may it go? (1994)
- Nonproliferation Organizations and Regimes beyond 1995 — Issues in International Security (1995)
- The commonwealth of Independent States — Southampton Studies in International Policy (1995)
- Security assurances to non-nuclear-weapon states : possible optons for change (1996)
- International Co-operation in Nuclear Safety — Yearbook of international cooperation on enviroment and development (1999)
- Nuclear nonproliferation in U.S.-Russian relations : challenges and opportunities (2002)
- What next for the NPT? Facing the moment of truth — IAEA Bulletin (2005)
- On the" Threshold" Test Ban Treaties of 1974-76 — Security Index: A Russian Journal on International Security, (2007)
- On Libya, Antimissile Defense, As Well As Other Autobiographical Events — Journal Security Index: A Russian Journal on International Security (2008)
- The Role of the Nuclear Factor in the Modern World — Security Index: A Russian Journal on International Security (2008)
- Nuclear-Weapon-Free World: Ways of Moving Ahead — Security Index: A Russian Journal on International Security (2009)
- First attempt to move towards arms limitation — Security Index (2010)
- Fissile material cut-off: new chanses for the new live — Security Index (2010)
- Complete prohibition on nuclear tests (1987)